# Mokoia
La ville de Mokoia est une petite localité du sud de la région de Taranaki, dans l'ouest de l'Île du Nord de la Nouvelle-Zélande.

## Situation
Elle est localisée sur le trajet de la route State Highway 3/S H3 (en), à 10 km vers l'est de la ville de Hawera et à environ17 km au nord-ouest de la ville de Patea  , .

## Histoire
Le village fut fondé en 1867.
Les premiers colons élevèrent des moutons, du bétail et des chevaux.
Un moulin à farine fonctionnait avec les Māori locaux.
Une crèmerie fut construite en 1904 et étendue en une véritable usine de traitement du lait en 1908.
Elle s'agrandit pour la fabrication du fromage en 1913, et à nouveau pour produire de la caséine en 1923, mais finalement elle fut fermée en 1970  .

## Météorite de Mokoia
Une météorite explosa au-dessus de la ville de  Mokoia le 26 novembre 1908, faisant les gros titres internationaux et couvrant le secteur avec de multiples fragments.
Deux fragments plus importants furent retrouvés dans la ferme de Cecil Hawken par  George Marriner : le directeur du Musée publique régional de Wanganui (en) et les pièces retrouvées là sont maintenant exposées dans des collections dans le monde entier,.

## Redistribution des terres
Mokoia fut une des zones où les soldats reçurent des fermes à réhabiliter après la fin de la Deuxième Guerre mondiale.

## Économie
Une pompe à pétrole nommée Rimu A1  (well struck oil) fut installée sur la côte près de Mokoia en décembre 1999, et  huit autres pompes pour le pétrole et le gaz naturel furent ensuite mises en place progressivement et développées par la société «Swift Petroleum» .
La production de la station de de Rimu débuta en 2002 .

### Marae
Le Marae de Mokoia et la maison de rencontre sont en rapport avec l'hapū des Ngāti Ruanui (en) des Ngā Ariki (en)  , .

## Éducation
- L'école de Mokoia School est une école mixte contribuant au primaire (allant des années 1 à 6), avec un taux de décile de 7 et un effectif de 17 élèves[10]. Cette première école du secteur fut construite en 1904, mais fut remplacée par l'école actuelle au début des années 1940[3].